# Immortalis
Immortalis — четырнадцатый студийный альбом американской трэш-метал-группы Overkill, выпущенный в 2007 году. Это первый альбом с Роном Липники, новым барабанщиком группы. Критик Грег Прато из Allmusic назвал альбом настоящим экспонатом для олдскульного трэш-метала и сказал, что «спустя все эти годы ты знаешь, чего ожидать от каждого нового альбома Overkill». Альбом продался тиражом в 2 800 копий в США в первую неделю и 15 000 копий так же в США по состоянию на 2009 год.

## Список композиций
| №   | Название                  | Длительность |
| --- | ------------------------- | ------------ |
| 1.  | «Devils in the Mist»      | 4:34         |
| 2.  | «What It Takes»           | 4:28         |
| 3.  | «Skull and Bones*»        | 5:54         |
| 4.  | «Shadow of a Doubt»       | 4:51         |
| 5.  | «Hellish Pride»           | 5:16         |
| 6.  | «Walk Through Fire»       | 4:08         |
| 7.  | «Head On»                 | 5:21         |
| 8.  | «Chalie Get Your Gun»     | 4:28         |
| 9.  | «Hell Is»                 | 4:40         |
| 10. | «Overkill V... The Brand» | 5:36         |

* В записи этой композиции также принимал участие Рэнди Блай из Lamb of God.

### Азиатский бонус-трек
| №                   | Название            | Длительность |
| ------------------- | ------------------- | ------------ |
| 1.                  | «Old School (Live)» | 3:37         |
| Общая длительность: | Общая длительность: | 52:59        |

### Бонусные треки CD/DVD-издания
| №                   | Название                        | Длительность |
| ------------------- | ------------------------------- | ------------ |
| 1.                  | «Within Your Eyes (Live)»       | 6:43         |
| 2.                  | «Nice Day For a Funeral (Live)» | 6:00         |
| 3.                  | «Blood and Iron (Live)»         | 3:06         |
| Общая длительность: | Общая длительность:             | 65:11        |

Бонусные треки CD/DVD-издания записаны во время концерта Wacken Open Air 2007.

## Участники записи
- Бобби Эллсворт — вокал
- Д. Д. Верни — бас-гитара
- Дэйв Линск — ритм-гитара и соло-гитара
- Дерек Тэйлер — ритм-гитара
- Рон Липники — ударные
- Рэнди Блай — вокал на «Skull and Bones»

## Позиции в чартах
| Чарт (2007)               | Высшая позиция |
| ------------------------- | -------------- |
| Billboard Top Heatseekers | 9              |
| Top Independent Albums    | 33             |